# یژی گروتوفسکی
یژی مارین گروتوفسکی (لهستانی: Jerzy Marian Grotowski؛ ‏ تلفظ لهستانی: [ˈjɛʐɨ]؛ ‏ ۱۱ اوت ۱۹۳۳–۱۴ ژانویه ۱۹۹۹) کارگردان تئاتر لهستانی و مبدع تئاتر تجربی، تئاتر آزمایشی یا لابراتواری و تئاتر بی‌پیرایه یا تئاتر بی‌چیز بود.
تئاتر بی‌پیرایه شکلی از نمایش امروزی است که از تمامی عناصر غیرضروری صحنه، اعم از نور و آرایه و لباس و مانند آن، فاصله می‌گیرد و صرفاً بر کار بازیگر و حقیقت رابطهٔ زندهٔ تماشاگر استوار است.
او تئاتر آزمایشگاهی یا تئاتر تجربی را مطرح کرد و تاکید او در اجرا صرفا روی بازیگر و رابطه زنده بازیگر و تماشاگر بود.
از نظر گروتوفسکی بازیگر کشیشی است که یک مناجات دراماتیک می آفریند و در عین حال تماشاگر را به تجربه هدایت می کند. پس اینجا یک عنصر تازه در تئاتر وجود دارد: یک تنش روانی بین بازیگر و تماشاگر. از نظر گروتوفسکی هدف تئاتر، و به راستی همه هنرها، این است که «از حدود مرزهای ما فراتر رود، محدودیتها را گسترش دهد، خلاء ما را پر کند – و ما را به کمال برساند.»